# Batalha do Pease River

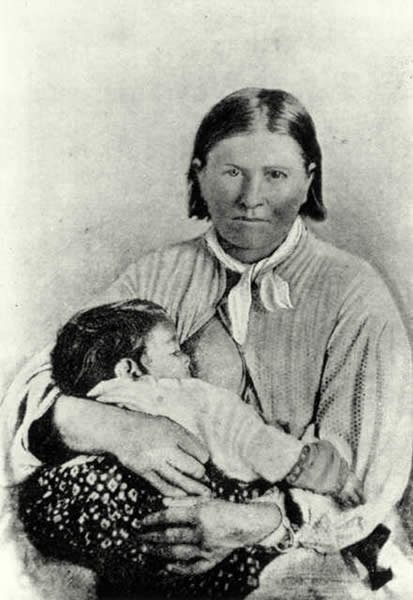
Cynthia Ann Parker e a filha em 1861

A Batalha do Pease River aconteceu em 18 de dezembro de 1860, próximo à cidade de Margaret no Condado de Foard, Texas. Um monumento foi construído no local da "batalha" na qual se defrontaram os índios Comanches liderados por Peta Nocona e um destacamento dos Texas Rangers sob o comando do Capitão "Sul" Ross. Sobre a "batalha", alguns a consideraram como massacre, pois afirmam que os índios foram pegos de surpresa e perderam além dos guerreiros, mulheres e crianças
A batalha é muito lembrada por ter sido ali que a imigrante européia Cynthia Ann Parker foi recapturada dos Comanches, com quem vinha vivendo pelos últimos 24 anos.
Cynthia fora raptada quando tinha 9 anos, no ataque ao Forte Parker (lugar chamado assim em homenagem a sua família), evento no qual havia participado Peta Nocona, que viria a ser seu marido índio. Quando se tornou chefe, Nocona e seu grupo (os Nokonies) ocupavam o território ao longo do Rio Vermelho.
Em 1860 Nocona aterrorizou o Condado de Parker e retornou ao esconderijo em Pease River. Os colonos atacados haviam conseguido ajuda do Governador Sam Houston, que encarregara o Capitão Sul Ross de organizar um grupo de 40 Rangers e 20 milicianos para guardarem a fronteira contra os índios. A companhia aquartelara-se em Forte Belknap, no Condado de Parker.
Sul Ross percebeu que o número de homens era pouco para a guarda fronteiriça e resolveu tomar a ofensiva contra os índios. Após o ataque ao Condado de Parker, seus batedores conseguiram a localização do esconderijo dos Nokonies em Pease River. A companhia de Ross para lá se dirigiu e ocorreu a batalha.
Depois do evento, Peta Nocona foi dado oficialmente como morto, embora houvesse testemunhos de que ele sobrevivera. Dois filhos dele com Cynthia escaparam do massacre: um morreu logo depois e o outro se tornaria o famoso chefe comanche Quanah Parker.